# 사냥철
사냥철 또는 낚시철은 지정된 특정 지역에서 특정 사냥감 동물들을 사살할 수 있는 지정된 시기이다. 미국에서 각 주는 특정 사냥감 동물을 사냥하기 위한 날짜를 자체적으로 설정해 놓았으며 예를 들어 캘리포니아주와 같은 곳에서는 합법적인 사냥을 위해 구별된 날짜를 가진 특정한 지역을 할당해놓고 있다.

## 사냥(낚시) 허가 기간
사냥 허가 기간 또는 오픈 시즌(open season)은 지역 야생보존법에 따라 특정 야생 종들의 사냥이 허용된 해의 특정 기간이다. 수렵기, 수렵 해금기라는 표현 또한 동의어로 사용된다.

## 사냥(낚시) 금지 기간
사냥 금지 기간 또는 클로즈드 시즌(closed season)은 특정 종의 동물을 사냥하는 것이 법으로 금지된 기간이다. 사냥의 경우 금렵기, 낚시의 경우 금어기라는 표현을 사용한다.
번식 활동이 정점인 시기에나 개체수가 적거나 식량이 부족한 시기에 사냥을 하지 못하게 한다.